# 弓川彩乃
弓川 彩乃（ゆみかわ あやの、1984年1月24日 - ）は、日本の元AV女優。

## 略歴
2007年にデビューしたロリ系のAV女優である。
2008年に引退している。

## 出演作品

### アダルトビデオ
2007年
- 豊かで柔らかく愛しい娘 2 （11月10日、オーロラプロジェクト）
- ラブミルク（12月8日、オーロラ・プロジェクト）
- girl's Blue 援助交際白書 VOL.8 （12月22日、リュック）オムニバス作品 ※「矢口里佳」名義、アダルトサイト「GIRL's BLUE」のDVD版

2008年
- Homeless Rape 5 （1月15日、グローリークエスト）
- JKの皆さん、僕のチ○ポ遊びのお手伝いをしてくれませんか? （1月25日、アロマ企画）オムニバス作品
- 凌辱コスプレイヤー 08 （2月1日、ゴーゴーズ）
- 無垢な巨乳少女（2月1日、虎堂）
- もえらぶ Gcup 平成生まれ 18才（2月8日、ゲインコーポレーション）
- 強制コンビニ露出 （2月15日、イマージュ）オムニバス作品
- オーバーニー×ミニスカ 絶対領域 07 （2月15日、ケー・トライブ）
- Study after... 7 （2月16日、ミュウミュウ）
- 制服少女 （2月22日、I.B.WORKS）
- B.B.ボーイズに目覚めちゃった僕。 その2 （3月13日、アロマ企画）オムニバス作品
- 就活女子大生面接 5 （3月14日、アップス）オムニバス作品
- 幼妻はチ○ポ中毒（3月15日、イマージュ）オムニバス作品
- 絶頂観察 File.002 （3月15日、テイクワン）
- 女子校生の生綿パンティの脇からチ○ポ差し込んでそのまま発射（3月19日、アロマ企画）オムニバス作品
- 生中出し巨乳ギャル 3 （4月25日、BAZOOKA）オムニバス作品
- kawaii*girl 18 （4月25日、kawaii*）
- 生中出しコギャル 9 （6月27日、BAZOOKA）オムニバス作品
- 女子校生の太股とパンチラ （7月13日、アロマ企画）オムニバス作品
- むちゃぶり指令発動! ぶっこみエロ生面接 ロリ系美少女編 （9月16日、スターゲート）オムニバス作品
- 放課後のJK 女子校生援交事情 04 （9月20日、ブリット）オムニバス作品

2009年
- 素人若妻 秘蜜の午後 VFT edition 01 （6月18日、AROUND）オムニバス作品 ※アダルトサイト「素人若妻 秘蜜の午後」のDVD版

### アダルトサイト
- GIRL's BLUE g123 （ガールズブルー） ※「矢口里佳」名義
- 100%ハメ撮り!顔出し 彩乃 20歳 （100%ハメ撮り!顔出し）
- 素人若妻 秘蜜の午後 あやの （DMM.ADULT）